# Hélène Carrère d'Encausse
Pour les autres membres de la famille, voir Famille Zourabichvili.
Pour les articles homonymes, voir Carrère d'Encausse, Carrère et Encausse (homonymie).
Hélène Carrère, dite Hélène Carrère d'Encausse, née Zourabichvili le 6 juillet 1929 à Paris 16e et morte le 5 août 2023 à Paris 15e, est une historienne et femme politique française d'origine géorgienne.
Membre de l'Académie française à partir de 1990, elle occupe le poste de secrétaire perpétuel de l'institution de 1999 à sa mort : elle est la première femme à occuper cette fonction.
Elle est députée européenne de 1994 à 1999, élue sur la liste d'union RPR-UDF.
Spécialiste renommée de la Russie et du monde slave, elle a été critiquée pour sa proximité avec Vladimir Poutine et son cercle de pouvoir, avant qu'elle ne finisse par s'opposer fermement à l'invasion de l'Ukraine.

## Biographie

### Jeunesse et études
Hélène Zourabichvili est la fille de l'économiste et philosophe géorgien Georges Zourabichvili, issu de la famille Zourabichvili (qui émigre vers la France après la révolution russe,), et de Nathalie von Pelken, d'origine germano-russe. Elle naît le 6 juillet 1929 dans le 16e arrondissement de Paris. Elle a un frère, Nicolas. Elle est par ailleurs la cousine de Salomé Zourabichvili, fille de son oncle Lévan et 5e présidente de la Géorgie.
Elle apprend d'abord le russe, puis, à partir de quatre ans et demi, le français, chez des amis de ses parents, en Bretagne. D'abord installée à Bordeaux, elle quitte la ville pour Paris avec sa mère après l'assassinat de son père en 1944. Elles y logent d'abord à la cathédrale Saint-Alexandre-Nevsky de Paris, rue Daru. Elle prend des cours de russe et de littérature russe à la paroisse.
Née apatride, elle devient française en 1950, à l'âge de 21 ans.
Hélène Carrère d'Encausse est diplômée de l'Institut d'études politiques de Paris (section Service public, promotion 1952), docteur (1963) et docteur ès lettres (1976). Dirigée par Maxime Rodinson, sa thèse porte sur les « émirats ouzbeks, d'Alexandre II à Lénine ». Hélène Carrère d'Encausse envisage ensuite de présenter le concours d'entrée à l'École nationale d'administration, avant d'y renoncer.
Le 5 juillet 1952, elle épouse, à Paris, Louis Édouard Carrère, dit Carrère d'Encausse (né en 1927 et décédé en 2023), assureur, fils de Georges Carrère et de Paule Dencausse. Ils ont trois enfants : Emmanuel (1957), Nathalie (1959) et Marina (1961).

### Parcours professionnel
Hélène Carrère d'Encausse est d'abord professeur d'histoire à l'université Paris I Panthéon-Sorbonne, puis à l'Institut d'études politiques de Paris. Lors des évènements de Mai 68, elle est élue déléguée des professeurs et directeurs de séminaires de l'IEP et participe à la commission paritaire constituée à l'occasion, aux côtés d'Alfred Grosser, Jacques Fournier, Georges Lavau, Pierre Viot. Elle est directrice d'études à la Fondation nationale des sciences politiques (FNSP) et administratrice de l'EastWest Institute (en).
Professeur invité dans plusieurs établissements nord-américains et japonais, elle est docteur honoris causa de l'université de Montréal et de l'université catholique de Louvain.
Elle se fait remarquer, en 1978, en annonçant « la fin de l'URSS » dans son livre L'Empire éclaté, non pas grâce aux entreprises délibérées de Ronald Reagan ou de Jean-Paul II, mais, selon elle, à cause de la forte natalité des républiques musulmanes d'Asie centrale. Cette annonce s'est révélée partiellement non fondée : l'URSS implosa certes, mais le mouvement sécessionniste partit des pays baltes, la partie la plus européanisée de l'Union soviétique, alors que les républiques musulmanes restèrent globalement calmes jusqu'à leur accession à l'indépendance. Le Monde note toutefois que « la nouveauté du propos et la clarté de l’expression imposent Hélène Carrère d’Encausse sur la scène médiatique. Qu’elle ne quittera plus ».

### Engagements politiques
Hélène Carrère d'Encausse est présidente du conseil d'administration de Radio Sorbonne de 1984 à 1989 et membre de la Commission de la nationalité en 1987-1988,.
Lors de l'élection présidentielle de 1988, elle est membre du comité de soutien à la candidature de Raymond Barre.
Le 25 août 1992, elle devient présidente du Comité national pour le « oui » à Maastricht, créé par Jack Lang,. Elle se revendique à cette occasion de la « mouvance libérale » et décrit le traité comme « le portillon que l'on doit franchir pour aller plus loin ». Durant cette même année, elle crée, avec Kofi Yamgnane et Claude Sérillon, la Fondation pour l'intégration républicaine et occupe le poste de conseillère spéciale auprès de Jacques Attali, président de la Banque européenne pour la reconstruction et le développement (BERD), participant ainsi à l’élaboration d’une politique d’assistance à la transition économique dans les anciens États communistes.
Le 26 avril 1994, elle accepte, sur les instances de Jacques Chirac, d'être candidate aux élections européennes de juin suivant. Elle occupe, derrière Dominique Baudis, la deuxième position sur la liste UDF-RPR et, bien qu'étant plus proche des positions de l'UDF, doit adhérer au RPR à l'occasion de sa candidature.
Élue députée européenne, elle est vice-présidente de la commission des Affaires étrangères, de la Sécurité et de la Politique de défense durant son mandat entier, qui échoit en juillet 1999.
Nommée par décret en date du 2 août 1993 vice-présidente de la Commission des archives diplomatiques, elle préside la commission des sciences de l'homme au Centre national du livre (CNL) de 1993 à 1996. En 1996, elle fait partie des personnes dont le nom circule pour succéder à Jean Favier à la tête de la Bibliothèque nationale de France, mais Pierre-Jean Remy lui est préféré.
En 1996-1997, elle est membre du Comité pour la commémoration des origines : de la Gaule à la France. Elle est nommée en 1998 au Conseil national du développement des sciences humaines et sociales. En 2004, elle devient présidente du conseil scientifique de l'Observatoire des statistiques de l'immigration et de l'intégration. Elle est également membre du comité de parrainage du Collège des Bernardins.

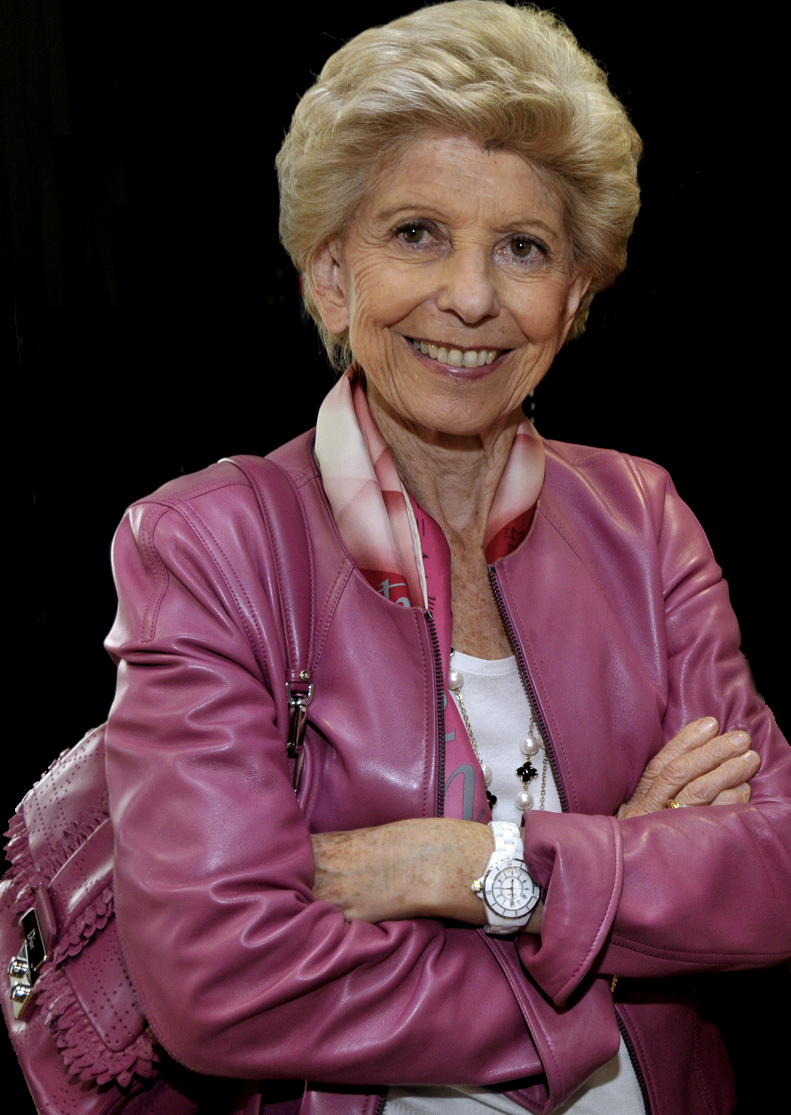
Hélène Carrère d'Encausse en 2010.

En 2017, elle intègre le comité d'éthique de la chaîne de télévision russe RT, requis par le Conseil supérieur de l'audiovisuel dans la perspective du développement de ses activités en France, puis décide de le quitter.
Début 2022, en amont de l'invasion de l'Ukraine par la Russie, elle présente à de multiples reprises cette perspective comme impossible, répétant en cela le narratif du Kremlin.
Par ailleurs, elle prend part au comité de lecture pour l'ouvrage De l'encre pour la paix et remet plusieurs prix coups de cœur à des poèmes écrits par plus de 50 jeunes du monde pour la paix, au profit de l'Unicef. Cet ouvrage sera une de ses dernières collaborations littéraires.

### Académie française
Le 13 décembre 1990, après avoir été sollicitée par Henri Troyat, Hélène Carrère d'Encausse est élue au 14e fauteuil de l'Académie française, laissé vacant par Jean Mistler. Elle l'emporte par 23 voix contre 9 à André Sernin et 2 bulletins marqués d'une croix,. Elle est accueillie sous la Coupole par Michel Déon le 28 novembre 1991.
Son épée d'académicienne a été réalisée par le sculpteur franco-géorgien Goudji.
Elle est élue secrétaire perpétuel de l'Académie le 21 octobre 1999, avec 26 suffrages sur 31, en remplacement de Maurice Druon, démissionnaire de cette fonction. Elle est la première femme à accéder à ce poste.
Elle est par ailleurs membre associé de l'Académie royale de Belgique, membre étranger de l'Académie des sciences de Russie, de l'Académie de Roumanie et de l'Académie d'Athènes, et membre d’honneur de l'Académie russe des Beaux-Arts et de l'Académie des sciences de Géorgie.
Le 1er septembre 2021, à la suite du décès de Jean-Denis Bredin, elle devient officiellement la doyenne (la plus anciennement élue) de l'Académie française. Le 27 janvier 2022, après la mort de René de Obaldia, Hélène Carrère d'Encausse devient également la doyenne d'âge de l'Académie.

### Mort et hommages

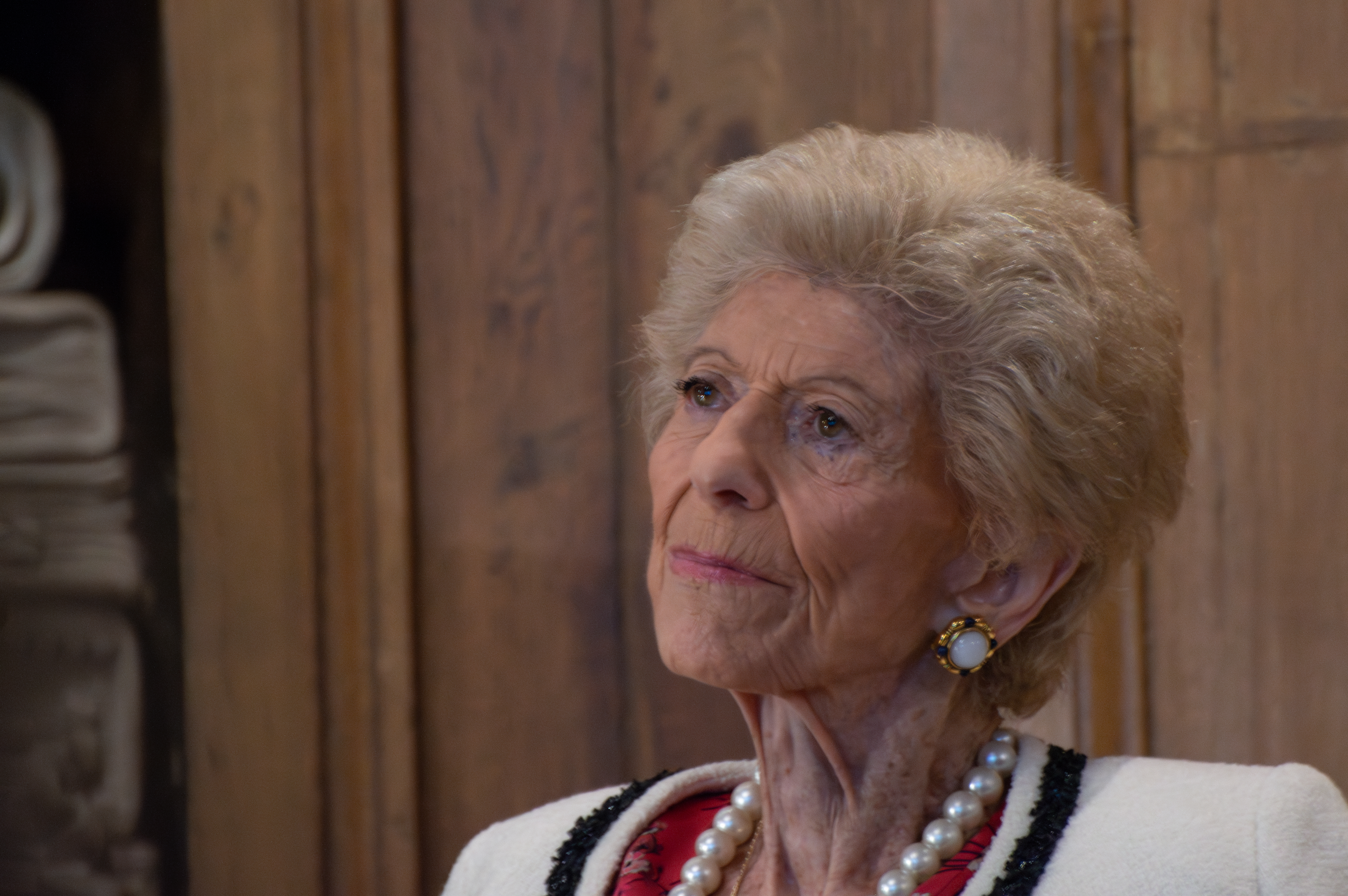
Hélène Carrère d'Encausse en 2023.

Hélène Carrère d'Encausse meurt le 5 août 2023 à Paris 15e, à l’âge de 94 ans. Son décès est annoncé par un communiqué de ses enfants précisant qu'« elle s'est éteinte paisiblement entourée de sa famille ».
L'ancien ministre socialiste de la Culture Jack Lang réagit en déclarant qu'elle était « l'élégance même » et estime que « sous son règne, l'Académie s'est renouvelée ». Le président russe, Vladimir Poutine, salue une « grande amie de la Russie » et déclare se souvenir « avec émotion des conversations avec cette grande Française ». L'université Paris-1-Panthéon Sorbonne, où elle a occupé le poste de professeur d'histoire contemporaine, rend également hommage à « l'historienne remarquable et à la femme passionnée et engagée qu'elle fut ».
Ses obsèques ont lieu en l'église Saint-Germain-des-Prés (Paris), en présence de nombreux académiciens et de la grande-duchesse consort de Luxembourg María Teresa. Un hommage national présidé par Emmanuel Macron lui est rendu aux Invalides le 4 octobre, alors que le président de la République et son épouse avaient salué le « destin exceptionnel » d'une femme « qui traversa son siècle, marqua l'époque, parvint à en transmettre l'histoire à des milliers de lecteurs »,,.
Elle est inhumée au cimetière du Montparnasse (division 27, grand cimetière).

## Prises de position

### Non-féminisation de la langue française
Hélène Carrère d'Encausse utilise le titre non féminisé de « Madame le secrétaire perpétuel » aussitôt après son élection car, disait-elle, « il n'y a qu'un seul secrétaire perpétuel depuis trois siècles et demi. C'est cette idée de continuité qui doit prévaloir. C'est une lignée qui se poursuit. »
Au sein de l'Académie française, elle est ainsi opposée à la féminisation des titres et fonctions en français.
Après une déclaration officielle de l'Académie le 26 octobre 2017 qualifiant l'écriture inclusive de « péril mortel », Bertrand Louvel, premier président de la Cour de cassation, adresse une lettre à l'Académie française pour lui demander de revoir ses recommandations sur la question de la féminisation des titres et fonctions. Il écrit : « l'usage de la féminisation des fonctions s'est étendu au sein de la fonction publique et du corps judiciaire,. » Dans sa réponse officielle, Hélène Carrère d'Encausse annonce pour la première fois l'intention de l'Académie de se pencher sur les règles de féminisation, vu l'évolution des usages,,,. À sa demande, est constituée une équipe de quatre académiciens, qui remet en 2019 un rapport se prononçant en faveur de l'emploi du féminin pour plusieurs noms de métiers.
En mai 2018, sur le site Internet de l'Académie française, Hélène Carrère d'Encausse est qualifiée d'« historienne » (usage du féminin), mais reste « secrétaire perpétuel », « président », « commandeur », « officier »,.

### Positions à l'égard de la Russie de Poutine

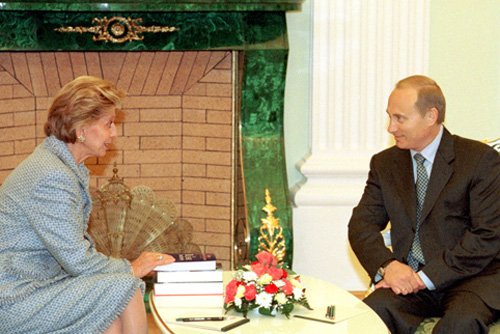
Hélène Carrère d'Encausse et Vladimir Poutine en 2000.

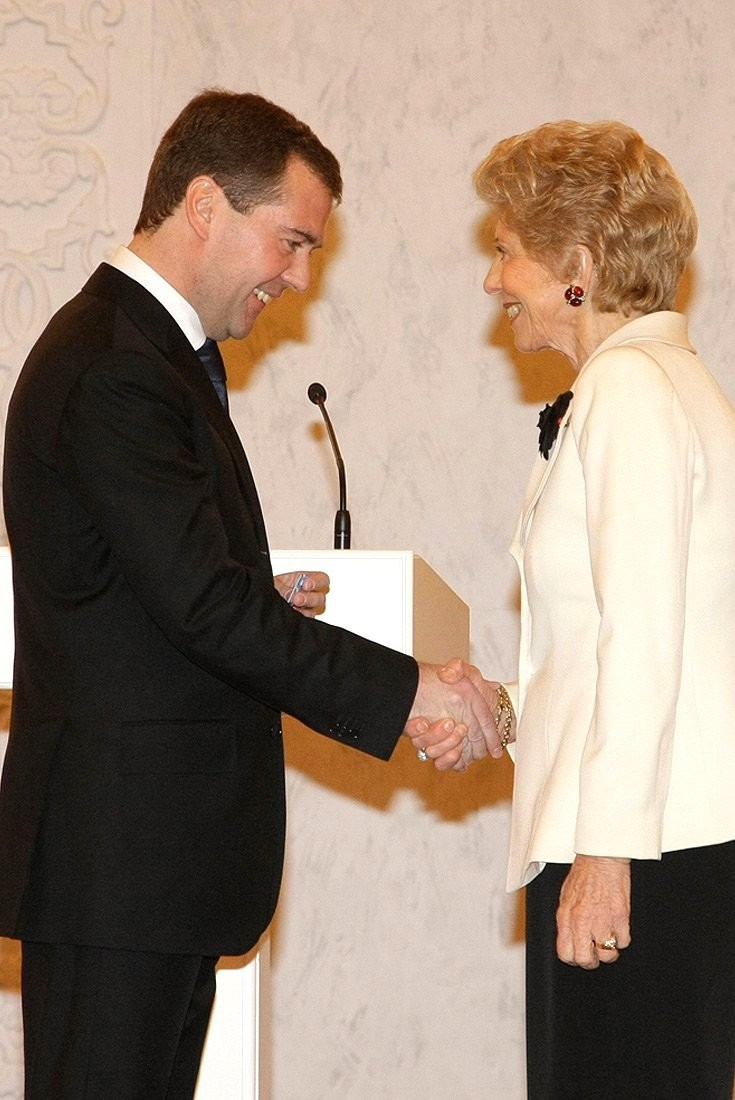
Le président russe Dmitri Medvedev décerne l'ordre de l'Honneur à Hélène Carrère d'Encausse en 2009.

La proximité et l'indulgence d'Hélène Carrère d'Encausse à l'égard de Vladimir Poutine et son cercle de pouvoir lui sont reprochées de la part de ses confrères universitaires. Elle justifie le pouvoir autoritaire dont fait usage Poutine : « Il fallait un pouvoir fort, autoritaire, se réclamant des valeurs traditionnelles de la Russie ». En 2014, elle ménage le président russe sur l'annexion de la Crimée en affirmant : « Certes, le basculement de la Crimée dans le giron russe n'a pas été légal au regard du droit international, mais je ne parlerais pas pour autant d’“annexion”. Davantage d'une modification des frontières qui n’a pas été réglée par le biais d’un accord international ».
En 2017, elle accepte de rentrer au comité d'éthique de la chaine de propagande russe RT (Russia Today) « car il y avait le député Thierry Mariani (LR) et mon collègue Jacques Sapir », avant de s'en retirer. En 2016, Mariani avait notamment organisé un voyage polémique en Crimée, et avait rencontré le dictateur syrien Bachar el-Assad,.
Après le début de la guerre en Ukraine le 24 février 2022, sa position évolue. Alors qu'elle déclare, le 30 décembre 2022, sur LCI : « Je ne sais pas pourquoi les Ukrainiens s'obstinent » à propos de la défense de la ville de Bakhmout,, ajoutant qu'à son avis « ils feraient mieux de laisser tomber la ville, sauf s’ils sont en bonne posture », elle n'a ensuite « pas de mots assez durs pour qualifier [l']obstination [de Poutine] à mener cette guerre, dont elle n'a d'ailleurs « pas cru qu’elle aurait lieu, jusqu’au 24 février [2022] au matin ». »

### Émeutes de 2005 dans les banlieues françaises
Lors des émeutes de 2005 dans les banlieues françaises, Hélène Carrère d'Encausse estime que les résidents des banlieues viennent directement de « villages africains » et justifient que le nombre d'enfants « qui courent dans les rues » est causé par la surpopulation dans les appartements en conséquence de la « polygamie » des habitants,.

## Prix et distinctions

### Décorations
- Grand-croix de la Légion d'honneur (30 décembre 2011[67])[n 4] ;
- Officier de l'ordre national du Mérite ;
- Commandeur de l'ordre des Palmes académiques (22 mars 2011)[68],[69] ;
- Commandeur de l'ordre des Arts et des Lettres (17 février 1996[70]) ; officier le 5 juin 1987[71]
- Médaille de la Société d'Encouragement au Progrès (Grande médaille d'or en 2020)[72]
- Commandeur de l'ordre de Léopold (Belgique) ;
- Commandeur de l'ordre national de la Croix du Sud (Brésil) ;
- Médaille de l'ordre de l'Honneur (Russie), 16 octobre 2009 [73] ;
- Commandeur avec étoile de l'ordre du Mérite (Pologne), 11 novembre 2011[74] ;
- Commandeur de l'ordre du Mérite culturel (Monaco) (1999)[75].
- Commandeur de l'ordre de Sant'Iago de l'Épée (Portugal, 22 mars 2005)[76]
- Commandeur de l'ordre du Mérite de la République italienne‎ (2012)[77]

### Prix
- Prix Aujourd'hui 1978 pour L'Empire éclaté[78].
- Prix Louise-Weiss 1987.

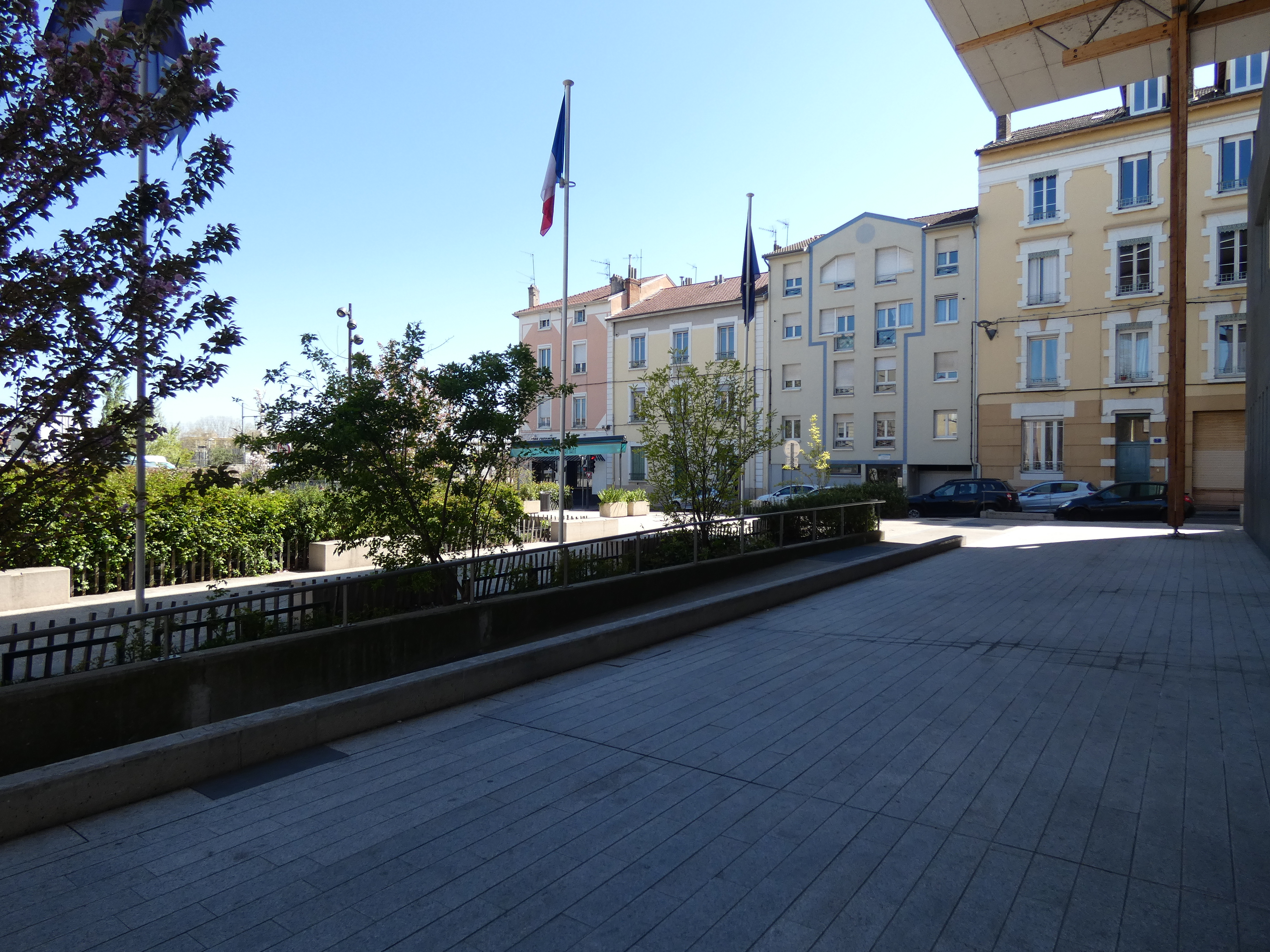
Place Hélène-Carrère-d'Encausse à Oullins.

- Médaille Comenius 1992 pour l’ensemble de son œuvre[79].
- Prix Paulée de Meursault 1995 pour l'ensemble de son œuvre.
- Prix des Ambassadeurs 1997 pour Nicolas II[80].
- Prix du Nouveau-Cercle-Interallié 2000 pour La Russie inachevée.
- Médaille Ivane Javakhishvili (ka) par Université d'État de Tbilissi (2003) [81]
- Médaille Lomonossov (2008)[82].
- Grande médaille d'or de la Société d'encouragement au progrès (2020)[83].
- Prix Princesse des Asturies (2023) pour les sciences sociales[84].

### Honneurs

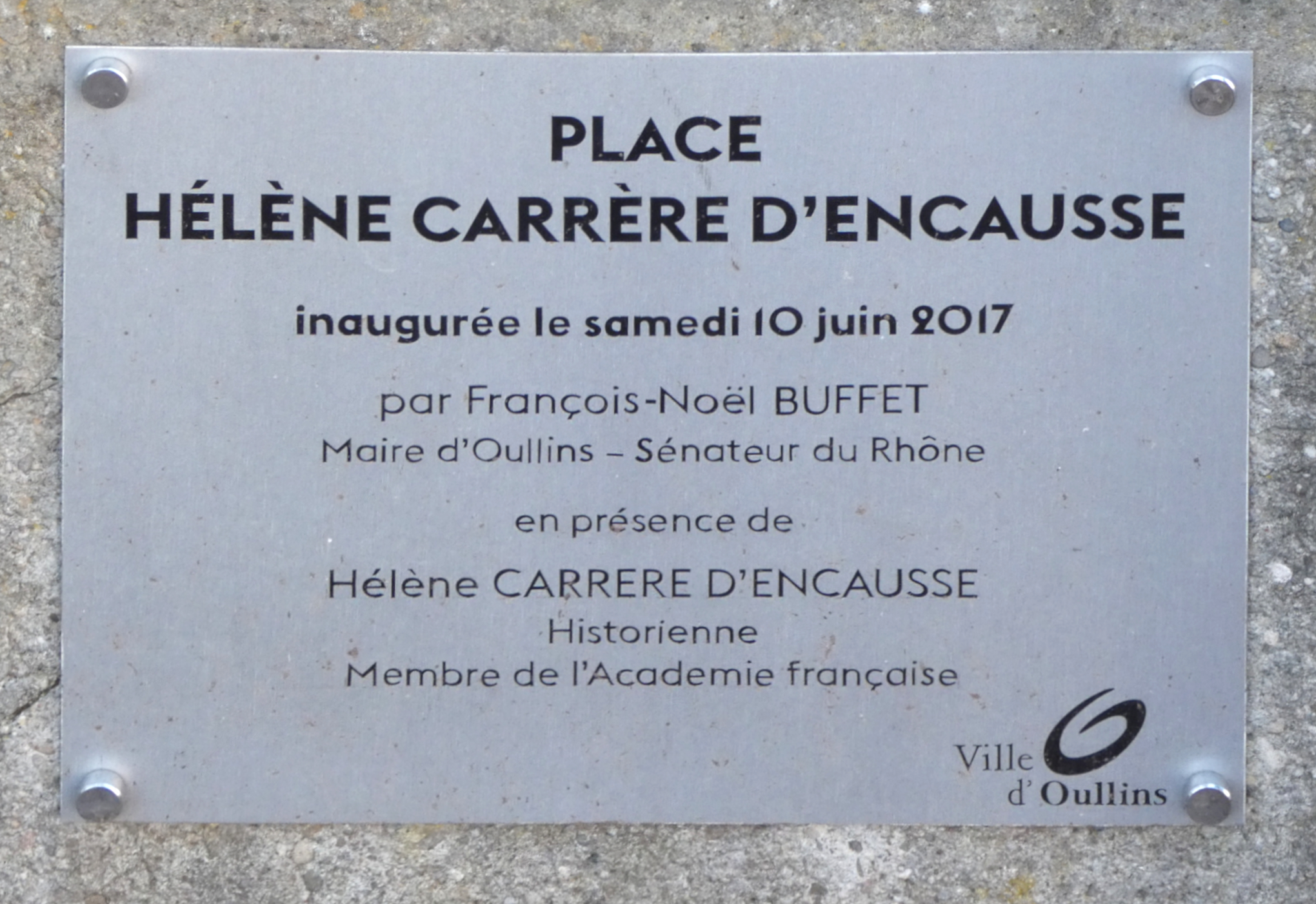
Plaque de la place Hélène-Carrère-d'Encausse à Oullins.

- Docteure honoris causa de l'université catholique de Louvain, de l'université de Montréal, de l'université de Bucarest[69], de l'université Laval (2003)[85], de l'université Saint-Joseph de Beyrouth (2016)[86], de l'université Saint-Clément-d'Ohrid de Sofia (2019)[87].
- Professeur honoris causa de HEC Paris[88].
- Membre de l'Académie d'Athènes (membre associé étranger, classe des Lettres et des Beaux-arts)[89].
- Une place Hélène-Carrère-d'Encausse est inaugurée à Oullins (métropole de Lyon) en 2017[90].
- Il existe une allée Hélène-Carrère-d'Encausse dans un nouveau quartier à Brétigny-sur-Orge (Essonne) ; à proximité de celle-ci un arrêt de la ligne 227.02 du réseau de bus Orgebus a pour nom Carrère d'Encausse.

## Œuvres
- Le Conflit de la Corée : 1950-1952, Bruxelles, Institut de sociologie Solvay, coll. « Études de cas conflits internationaux », 1959, 52 p.
- Éd. avec Stuart R. Schram de Le Marxisme et l'Asie : 1853-1964, Paris, Armand Colin, coll. « U : idées politiques », 1966, 493 p. (ISBN 2-200-31138-9).
- Réforme et Révolution chez les musulmans de l'empire russe (préf. Maxime Rodinson), Paris, Presses de la Fondation nationale des sciences politiques, coll. « Références » (no 4), 1966, 311 p. (ISBN 2-7246-0455-5).
- (en) Central Asia, a century of Russian rule, New York, Columbia University Press, 1967.
- Avec Stuart R. Schram (en), L'URSS et la Chine devant les révolutions dans les sociétés pré-industrielles, Paris, Armand Colin, coll. « Travaux et recherches de science politique » (no 8), 1970, 108 p. (BNF 35373112).
- L'Union soviétique de Lénine à Staline : 1917-1953, Paris, Richelieu, coll. « L'Univers contemporain » (no 2), 1972, 446 + 32 (BNF 35241310).
- Dir. avec René Rémond et Jean-Louis Monneron, Deux mille ans de christianisme, Paris, Société d'histoire chrétienne, 1975, 288 p. (BNF 34630324).
- La Politique soviétique au Moyen-Orient : 1955-1975, Paris, Presses de la Fondation nationale des sciences politiques, coll. « Cahiers de la Fondation nationale des sciences politiques » (no 200), 1976, 372 p. (ISBN 2-7246-0335-4).
- L'Empire éclaté : La révolte des nations en URSS, Paris, Flammarion, 1978, 314 p. (ISBN 2-08-064090-9).
- Lénine : la révolution et le pouvoir, Paris, Flammarion, coll. « Champs : politique » (no 72), 1979, 297 p. (ISBN 2-08-081072-3)  — repris en partie de L'Union soviétique de Lénine à Staline.
- Staline : l'ordre par la terreur, Paris, Flammarion, coll. « Champs : politique », 1979, 294 p. (ISBN 2-08-081073-1)  — idem que pour le précédent ouvrage.
- Le Pouvoir confisqué : gouvernants et gouvernés en URSS, Paris, Flammarion, 1980, 328 p. (ISBN 2-08-064300-2).
- Le Grand Frère : l'Union soviétique et l'Europe soviétisée, Paris, Flammarion, 1983, 381 p. (ISBN 2-08-064577-3).
- La déstalinisation commence : 1956, Bruxelles, Complexe, coll. « La Mémoire du siècle » (no 34), 1984, 209 p. (ISBN 2-87027-142-5)  — édition revue et augmentée parue sous le titre La Deuxième Mort de Staline en 2006.
- Ni paix ni guerre : le nouvel Empire soviétique ou du bon usage de la détente, Paris, Flammarion, 1986, 413 p. (ISBN 2-08-064860-8).
- Le Grand Défi : bolcheviks et nations, 1917-1930, Paris, Flammarion, coll. « Nouvelle bibliothèque scientifique » (no 138), 1987, 333 p. (ISBN 2-08-211170-9).
- Le Malheur russe : essai sur le meurtre politique, Paris, Fayard, 1988, 546 p. (ISBN 2-213-02236-4).
- La Gloire des nations ou La Fin de l'Empire soviétique, Paris, Fayard, 1990, 431 p. (ISBN 2-213-02439-1).
- Victorieuse Russie, Paris, Fayard, 1992, 439 p. (ISBN 2-213-02948-2).
- L'URSS de la Révolution à la mort de Staline : 1917-1953 (éd. Nicolas Roussellier), Paris, Le Seuil, coll. « Points : histoire », 1993, 375 p. (ISBN 2-02-014049-7).
- (en) The Nationality Question in the Soviet Union and Russia, Oslo, Scandinavian University Press, 1995, 74 p.
- Nicolas II : la transition interrompue : une biographie politique, Paris, Fayard, 1996, 552 p. (ISBN 2-213-59294-2).
- Lénine, Paris, Fayard, 1998, 684 p. (ISBN 2-213-60162-3).
- La Russie inachevée, Paris, Fayard, 2000, 340 p. (ISBN 2-213-60597-1).
- Catherine II : un âge d'or pour la Russie, Paris, Fayard, 2002, 656 + 4 (ISBN 2-213-61355-9).
- Éd. de L'Impératrice et l'Abbé : un duel littéraire inédit entre Catherine II et l'abbé Chappe d'Auteroche, Paris, Fayard, 2003, 632 p. (ISBN 2-213-61654-X).
- Dir. avec Philippe Levillain, Nations et Saint-Siège au XXe siècle, Paris, Fayard, 2003, 447 p. (ISBN 2-213-61365-6).
- Russie, la transition manquée, Paris, Fayard, coll. « Les Indispensables de l'histoire », 2005, 1 032 (ISBN 2-213-62616-2)  — reprend trois textes (Lénine, Nicolas II et Unité prolétarienne et diversité nationale : Lénine et la théorie de l'autodétermination).
- L'Empire d'Eurasie : une histoire de l'Empire russe de 1552 à nos jours, Paris, Fayard, 2005, 506 p. (ISBN 2-213-62312-0).
- Alexandre II : le printemps de la Russie, Paris, Fayard, 2008, 522 + 4 (ISBN 978-2-213-63459-3).
- La Russie entre deux mondes, Paris, Fayard, 2010, 327 p. (ISBN 978-2-213-65147-7).
- Des siècles d'immortalité : l'Académie française, 1635-..., Paris, Fayard, 2011, 401 p. (ISBN 978-2-213-66633-4).
- Les Romanov : une dynastie sous le règne du sang, Paris, Fayard, 2013, 442 + 12 (ISBN 978-2-213-67759-0).
- Six années qui ont changé le monde : 1985-1991, la chute de l'Empire soviétique, Paris, Fayard, 2015, 418 p. (ISBN 978-2-213-69914-1).
- Dir. avec Gabriel de Broglie, Giovanni Dotoli et Mario Selvaggio, Le Dictionnaire de l'Académie française : langue, littérature, société, Paris, Hermann, coll. « Vertige de la langue », 2017, 427 p. (ISBN 978-2-7056-9381-7).
- Le Général de Gaulle et la Russie, Paris, Fayard, 2017, 288 p. (ISBN 978-2-213-70555-2).
- La Russie et la France : de Pierre le Grand à Lénine, Paris, Fayard, 2019  (ISBN 978-2-2137-1313-7).
- Alexandra Kollontaï, la walkyrie de la Révolution, Paris, Fayard, 2021  (ISBN 2-213-72124-6).